# 오르사시

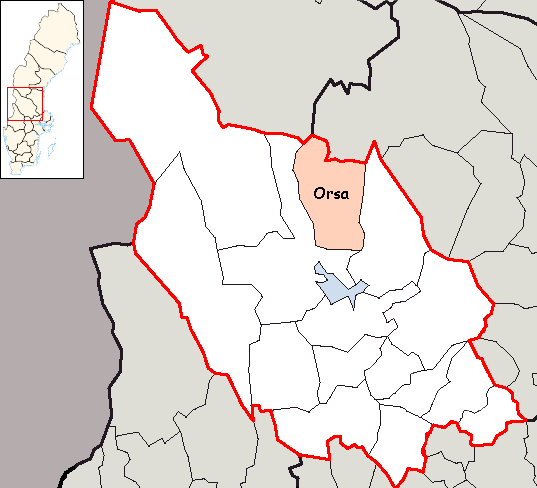
오르사 시의 위치

오르사시(스웨덴어: Orsa kommun)는 스웨덴 달라르나주에 위치한 지방 자치체로 행정 중심지는 오르사이며 면적은 1,797.39km2, 인구는 6,861명(2016년 12월 31일 기준), 인구 밀도는 3.8명/km2이다.

시 문장